# HD 128311 b
HD 128311 b är en  exoplanet som kretsar kring stjärnan HD 128311 i Björnvaktarens stjärnbild. Den upptäcktes 2002 och har en massa av ungefär 2,18 MJ. Den kretsar runt en stjärna  som är av spektralklass K0V med en omloppstid av ungefär 449 dygn.